# クローゼット (性的指向)
クローゼット（英語: closeted、および英語: in the closet）は、ゲイやレズビアン、バイセクシャル、トランスジェンダー、クィア、クエスチョニング、インターセックス（LGBTQI）の人々で自身の性的指向や性同一性を公表していない状態を暗喩する言葉である。

## 言葉の背景
20世紀後半のアメリカでは「クローゼット」はゲイの歴史学や社会動態を把握するための重要なメタファーになっている。クローゼットの概念はカミングアウトのそれと切り離せないものがある。衣類を仕舞う「クローゼット」を当人の心に見たてて、「（性的指向を）隠している状態」（in the closet）と「表に出した状態」（come out of the closet）の二つの状態を暗喩して、当人の性的指向や性同一性の扱いを二元論的に示している。この背景から「クローゼット」な人物は「偽って暮らしている」「不幸な人生」という皮肉の意味でしばしば用いられている。

### 言葉としての起源
前述の意味での「クローゼット」は第二次世界大戦後となる1950年代のアメリカで始まったとされる。「第一次世界大戦後のゲイの人々は…今の "coming out" という表現を使っていなかったが、 "into"という表現（同性愛社会やゲイの世界の『中に』入る）はあった。その当時も世間は大きくて人々の交流も盛んだったから…まさにクローゼットに隠しているようなものだった」（Chauncey 1994, emphasis added）

## クローゼットによる影響
ゲイ・レズビアン・バイセクシャルの性的アイデンティティが成長する過程の初期段階で、人々は混乱や戸惑いを感じる。キャスのアイデンティティモデルをはじめとして、同性愛者のアイデンティティ成長の典型的過程は、社会学においていくつもの提唱がある。
1993年にミケランジェロ・シーナリアは、著書『Queer in America』で、クローゼットの人物とクローゼットとして一般社会で生活することで彼自身に起きた悪影響を記述している。

### クローゼットとアウティング
クローゼットは人生や家族、友人、仕事など様々な場面においてLGBTの人々が自身のセクシャリティや社会的アイデンティティを隠す「生活秘匿のパターン形成」であるとされる。しかし、本人の望まない形でクローゼットから追い立てられる事例として「アウティング」が存在する。シーナリラや他のLGBTIの活動家は、性的指向や性同一性を他人に公表していない人物の暴露を意図的に行う「アウティング」の実践を呼びかけていた。連邦議会議員のバニー・フランクなどはいくつかの事例（LGBTの人権反対に対する個人的な活動など）ではアウティング行為が妥当で合理的だと主張している。フランクは、マーク・フォーリーによる2006年のマーク・フォーリーのスキャンダルに言及し、「プライバシーの権利はあると思う。しかしプライバシーの権利は見せかけのための権利であってはならない。他人を悪者扱いしようとする人々には、家（クローゼット）にこもったまま行動をさせてはいけない」と述べた。

## クローゼットの調査
社会学者ロード・ハンフリーズは、1960年代における公衆トイレで性行動をする男性の調査を行い、その結果を『Tearoom Trade』を刊行してまとめている。ハンフリーズは彼らの自宅に赴いてインタビューを行ったが、性行動以外には異性愛の成人男性とほとんど変わらないということが分かった。1994年に行われた別の調査では、結婚男性の約1%、結婚女性の約0.2%が1年間のうちに同性間の恋愛関係があったと回答した集計結果がある。また、同性に対する関心や、恋愛関係を持っていると認識している人のうち26%の女性と28%の男性が、自分をLGB（レズビアン、ゲイ、バイセクシャル）だと思わないと回答している。その他の調査では仕事仲間や両親、友人や兄弟姉妹よりも遠縁の関係の人々の前ではゲイの男性がクローゼットである傾向が高いとの結果がある。周囲に対してクローゼットな同性カップルは、オープンな同性カップルと比較して恋愛関係の満足度が低いとの結果もある。Gay.comの調査では、クローゼットの人物は自殺の傾向が増加するとの調査結果がある。
シードマン、ミークス、タッシェン(1999)らは、「クローゼット」が現代のアメリカ人にとっては2つの理由で時代遅れになりつつあると主張している。
1. 同性愛はだんだんと普通化しており、恥や秘匿にする必要性がなくなりつつあること。
2. 汚点の回避という考えに基づくクローゼットという隠喩は、個人の生き方の問題であるということ。しかしながら、汚点の回避が状況的な対応になりつつある可能性がある。

## その他の意味
「クローゼット」という暗喩は、迫害や排斥、当惑などを恐れて個人が秘密にする性質や所属の暴露の意味にも拡大解釈して使われている。例としては宗教や政治的所属のほか、BDSMやフェティシズムといった性行動や性的倒錯などが該当する。
さらにウイッカやネオペイガニズムで宗教的な信念や「しきたり」を公表しないことを 「in the broom closet（ブルーム・クローゼット、掃除用具入れ）」という。

### 関連用語
- クローゼットの人物を軽蔑の意味で「closet case」と言うことがある。
- 「アウト」 や 「オープンリー・ゲイ」（openly gay）は性的指向や性同一性の隠匿しない生き方を意味する。
- 『The Glass Closet』（Harlow, 2006）は前述の「アウト」にない人々でも、本人は秘匿の意思があるが周りは何となく分かっている状態こそが「in the closet」であるとしている。

## 関連書籍
- Chauncey, George (1994). Gay New York: Gender, Urban Culture, and the Making of the Gay Male World, 1890-1940. New York: Basic Books. Cited in Seidman 2003.
- Humphreys, L. (1970). Tearoom Trade: Impersonal Sex in Public Places. Chicago: Aldine.
- Kennedy, Elizabeth. "'But We Would Never Talk about It': The Structure of Lesbian Discretion in South Dakota, 1928-1933" in Inventing Lesbian Cultures in America, ed. Ellen Lewin (1996). Boston: Beacon Press. Cited in Seidman 2003.
- Seidman, Steven (2003). Beyond the Closet; The Transformation of Gay and Lesbian Life. ISBN 0-415-93207-6.
- Seidman, Steven, Meeks, Chet, and Traschen, Francie (1999), "Beyond the Closet?  The Changing Social Meaning of Homosexuality in the United States."  Sexualities 2 (1)
- Epistemology of the Closet (reprinted 1992) by Eve Kosofsky Sedgwick, ISBN 0-520-07874-8.
- Dossie Easton, Catherine A. Liszt, When Someone You Love Is Kinky,  Greenery Press, 2000. ISBN 1-890159-23-9.